# Stazione di Wuhlheide
La stazione di Wuhlheide è una fermata ferroviaria di Berlino, sita nel quartiere di Köpenick.

## Storia
La stazione aprì nel 1877 con la denominazione Sadowa, ripresa dall'omonima battaglia della guerra austro-prussiana di un decennio prima. Nel 1902 la linea per Francoforte sull'Oder, su cui si trova la stazione, venne quadruplicata e la fermata ricevette un nuovo edificio di stazione. 
Il 6 ottobre 1929 la fermata venne ribattezzata Wuhlheide. La stazione chiuse nell'aprile 1945, durante la battaglia di Berlino, per riaprire il 5 gennaio 1948; tra il giugno 1948 e la primavera dell'anno successivo furono in servizio anche due marciapiedi sul vicino Berliner Außenring.
Nel 1979 venne aggiunto un secondo ingresso dal lato est, tramite una ponte metallico; nel 1983 la stazione venne ristrutturata. Dal 16 ottobre 1993 a fianco della stazione è stata aperta una diramazione della Berliner Parkeisenbahn.

## Movimento
La fermata è servita dalla linea S 3 della S-Bahn.

## Interscambi
- Stazione ferroviaria (Wuhlheide Parkeisenbahn)
- Fermata autobus